# モーリス・アッソン
モーリス・アッソン（Maurice Hasson, 1934年7月6日 - ）はフランス出身のヴァイオリニスト。

## 経歴
1934年、パ＝ド＝カレー県ベルク生まれ。パリ音楽院卒業後にヘンリク・シェリングの薫陶を受け、1960年から1973年までベネズエラに住み、同国の音楽発展に寄与した。1973年にロリン・マゼール指揮するクリーヴランド管弦楽団と共演してアメリカ・デビューを飾り、以後国際的に活躍を続けている。
2015年ロンドン王立音楽院の名誉教授を引退した。